# Midway (Caroline du Nord)
Pour les articles homonymes, voir Midway.
Midway est une ville américaine située dans le comté de Davidson dans l'État de Caroline du Nord. Au recensement des États-Unis de 2010, sa population est de 4 679 habitants.

## Démographie
| 2000  | 2010  | - | - | - | - |
| ----- | ----- | - | - | - | - |
| 3 331 | 4 679 | - | - | - | - |

## Source de la traduction
- (en) Cet article est partiellement ou en totalité issu de l’article de Wikipédia en anglais intitulé « Midway, North Carolina » (voir la liste des auteurs).